# Valerij Rodčenko
Valerij Rodčenko (Leningrado, 26 dicembre 1938 – San Pietroburgo, 15 gennaio 2015) è stato un regista sovietico.

## Filmografia parziale

### Regista
- Mladšij naučnyj sotrudnik (1978)
- Dva dolgich gudka v tumane (1980)